# Bledius graellsi graellsi
Bledius graellsi graellsi é uma subespécie de insetos coleópteros polífagos pertencente à família Staphylinidae.
A autoridade científica da subespécie é Fauvel, tendo sido descrita no ano de 1865.
Trata-se de uma subespécie presente no território português.